# Gonypeta brigittae
Gonypeta brigittae är en bönsyrseart som beskrevs av Johann Heinrich Kaltenbach 1994. Gonypeta brigittae ingår i släktet Gonypeta och familjen Mantidae. Inga underarter finns listade i Catalogue of Life.